# Orosius D 23 sup.

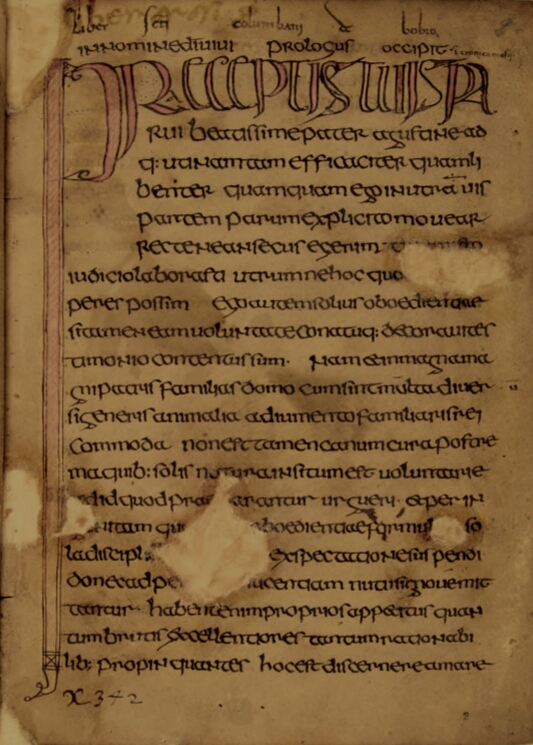
Folio 2r

Il codice D 23 sup. con la Chronicon di Orosio è un codice miniato del VII secolo proveniente dallo scriptorium di Bobbio e ora conservata alla Biblioteca Ambrosiana di Milano.
Il codice, in onciale, presenta lettere iniziali allungate e decorate con puntini rossi, mentre le altre lettere dell'incipit sono campite in rosso-arancio.
Il frontespizio ha una pagina con decorazione "a tappeto", secondo lo stile della miniatura insulare, ovvero una decorazione a piena pagina, con colori giallo, rosso-arancio e verde a motivi di cerchi concentrici eseguiti a compasso, entro una cornice rettangolare con decorazione geometrica e a intreccio.